# Tanga (regio)
Tanga is een van de 26 administratieve regio's van Tanzania en is aan de oostkust van het land gelegen. De regio heeft een oppervlakte van bijna 27.000 vierkante kilometer en had in 2012 ruim 2 miljoen inwoners. De hoofdstad van Tanga is de gelijknamige stad Tanga.

## Grenzen
Tanga is een kustregio:
- Aan de Indische Oceaan ten oosten.
- Voor de kust van Tanga ligt het eiland Pemba waarop de regio's Noord-Pemba en Zuid-Pemba gelegen zijn.

Landgrenzen heeft Tanga met vier andere regio's van Tanzania:
- Kilimanjaro in het noorden.
- Pwani in het zuiden.
- Morogoro in het zuidwesten.
- Manyara in het westen.

## Districten
De regio is onderverdeeld in tien districten:
- Handeni Stad
- Landelijk Handeni
- Kilindi
- Korogwe Stad
- Landelijk Korogwe

- Lushoto
- Mkinga
- Muheza
- Pangani
- Tanga Stad